# Münnich Adolf
Jánosvölgyi Münnich Adolf (Szepesigló, 1821. május 21. – Igló, 1899. február 15.) bányaigazgató, bányamérnök, megyebizottsági tag. Münnich Aurél édesapja.

## Élete
Münnich János leányiskolai tanító és Nadler Johanna fia. Iskoláit szülővárosában kezdte, Rozsnyón és Eperjesen a gimnáziumban folytatta, szaktanulmányait a selmeci bányászakadémián és Freibergben (Szászország) végezte. Előkészítő évei után szülővárosában telepedett le. Mint képzett bányászt csakhamar megismerték és szakismereteit úgy Szepes, mint Gömör, Liptó, Abaúj és Zemplén vármegyében igénybe vették; igazgatója volt a dobsinai területen levő Zenberg és Kotterbach nevű bányáknak. Mint a zenbergi kobalt-nikkeltárna igazgatója 24 évig működött és a társulat vagyonát egy millió forinttal gyarapította. 1850-ben nősült meg. 1860-ban a felsőmagyarországi bányapolgárság bizalmi férfiának, 1871-ben ülnökének és 1888-ban 40 évi bányaigazgatói szolgálata után nyugdíjaztatásakor a társaság alelnökének választotta. A salgótarjáni kőszéntelep föltárása nagyobbrészt az ő érdeme. Az evangélikus egyház és iskola ügyeiben is nagy tevékenységet fejtett ki, 1865-től 1868-ig második és 1868-tól 1883-ig első iskolai felügyelő volt és az egyházi felügyelőséget is viselte 1884-től 1886-ig. Felügyelete alatt épült az iglói új gimnázium és a konviktust is ő létesítette. Megválasztották a városi testületbe Iglón és tagja volt a megyei gyűlésnek is. Érdemei elismeréseül a király jánosvölgyi előnévvel magyar nemességgel tüntette ki. Utolsó éveiben nyugalomban élt és munkájának megírásával foglalkozott.

## Munkája
- A felsőmagyarországi bányapolgárság története. Igló. 1895. (Németül. Igló. 1895.).